# NGC 3952
NGC 3952 é uma galáxia espiral (Sm) localizada na direcção da constelação de Virgo. Possui uma declinação de -03° 59' 50" e uma ascensão recta de 11 horas, 53 minutos e 40,1 segundos.
A galáxia NGC 3952 foi descoberta em 11 de Março de 1787 por William Herschel.